# 趙雲龍
趙雲龍（？年—？年），四川榮昌縣人，康熙五十六年丁酉科四川鄉試舉人，康熙六十年辛丑科會試中式第106名，磨勘除名。雍正六年，選補廣安州學正。